# Țela
Țela – wieś w Rumunii, w okręgu Arad, w gminie Bata. W 2011 roku liczyła  365 mieszkańców. 